# Ozola hollowayi
Ozola hollowayi là một loài bướm đêm trong họ Geometridae.